# وادیم دمیدوف
وادیم دمیدوف (Вадим Серге́евич Демидов؛ زادهٔ ۱۰ اکتبر ۱۹۸۶) بازیکن سابق فوتبال اهل نروژ است که در پست مدافع میانی بازی کرده است.
وی همچنین در تیم ملی فوتبال نروژ بازی کرده‌است.